# Onderstuur (ligfiets)

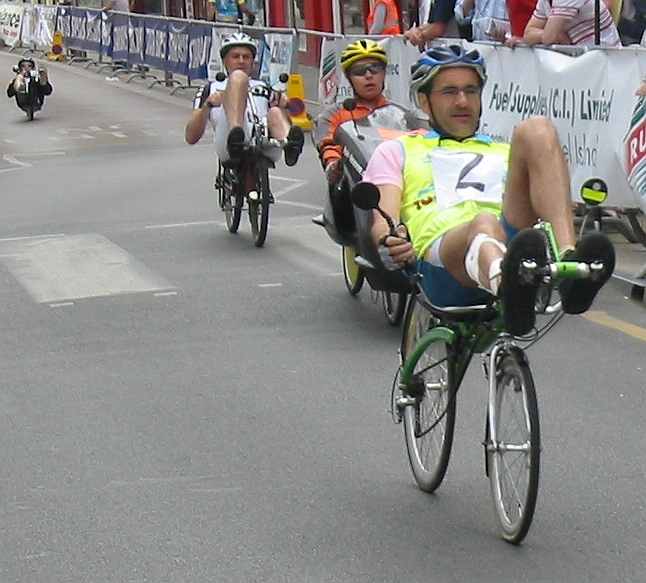
ligfiets met onderstuur

Een onderstuur is een soort stuur dat op ligfietsen wordt gebruikt. Het stuur bevindt zich onder de benen.

## Nadelen
- Het leren fietsen op een ligfiets met een onderstuur wordt door veel mensen als moeilijker ervaren, omdat het een andere stuurtechniek vereist dan met een bovenstuur.
- Een onderstuur steekt aan zowel de linker- als rechterkant uit en maakt de fiets breder, wat in bepaalde verkeerssituaties een nadeel kan zijn en wat ook nadelig is voor de stroomlijn van de fiets.
- Een onderstuur is meestal niet geschikt om accessoires zoals een fietscomputer, of verlichting te plaatsen. De keuze in shifters is vaak ook beperkt en een fietsbel zit vaak niet bij de duim, maar onder het handvat, waardoor de hand moet worden verplaatst om bij de bel te kunnen.
- Door de lage positie van het stuur is het lastig om met een fiets met een onderstuur aan de hand te lopen.
- Bij een noodstop of aanrijding kan de berijder van een ligfiets met onderstuur naar voren worden gelanceerd, wat afhankelijk van de situatie een voor- of nadeel kan zijn.

## Voordelen
- Bij een onderstuur liggen de armen in een ontspannen houding naast het lichaam, wat veel mensen comfortabel vinden.
- Het is mogelijk om bagage of zelfs een kleine passagier op de buik te vervoeren.